# Alex Fox
Alex Fox es un guitarrista del género nuevo flamenco, nacido en Buenos Aires, Argentina, y radicado en Estados Unidos. 
Se educó musicalmente en Argentina, en guitarra clásica, piano y armonía, desde los 6 años de edad.
Más tarde recibió una beca de estudio para tocar en la Orquesta Sinfónica de Buenos Aires. Comenzó a componer al tiempo que trabajaba dando clases de música. Sus influencias fueron variadas, desde The Beatles hasta Paco de Lucía, incluyendo al guitarrista clásico Andrés Segovia, Gipsy Kings y Carlos Jobim.
En 1984 se trasladó a Miami, Florida, Estados Unidos, donde continuó formándose en el Miami Dade College. Se consolidó pronto como artista destacado en South Beach, donde trabajó varios años.
El género nuevo flamenco es una fusión del flamenco tradicional con ritmos latinos (pop, rumba), gitanos, jazz, música electrónica y otros, surgido en los años 80 con influencia de Paco de Lucía y Camarón de la Isla entre otros.
Alex Fox definió su estilo como «una mezcla de rumba clásica, ritmos del flamenco y un toque mediterráneo». 
Siendo un artista independiente, creó su propio sello discográfico, «Alex Fox Productions Inc.» desde el que produjo sus ocho álbumes; el primero de ellos fue «A los gitanos» («To the gypsies»), en 1994, y a partir de éste editó un álbum por año hasta 1999. 
Además de grabar tiene presentaciones en varios países, como España, Alemania, Francia, Australia, Indonesia, Bahamas y Estambul, en conciertos públicos y privados, y en shows a beneficio, entre estos últimos, para la Fundación del Cáncer en el sur de Florida y la Fundación Save the Children. 
En 1996 grabó una versión del tema "La Carretera" con Julio Iglesias.
En 1997 hizo un concierto privado para el entonces presidente Bill Clinton.
En 1999 actuó en la apertura del concierto de Tito Puente, percusionista puertorriqueño, en el Anfiteatro de Estambul.
En 2000 se presenta en el Festival de Jazz de Bacardi en Beirut.
En 2006, tocó con su banda y Las Olas Studio Orchestra en el Broward Center for the Performing Arts, teatro en Fort Lauderdale.

## Discografía
Álbumes y temas.
- To The Gypsies (1994)
- To the gypsies
- To Paco de Lucía
- Baila hoy
- Diosa de la noche
- Just Grace
- Barcelona nights
- My heart belongs to you
- Baila bailaora
- Happy Arturo
- Winds
- Amarte de verdad
- To Ottmar Liebert
- La galleguita
- Bosque
- The eyes of Elvira
- Fly Away (1995)
- Fly away
- Eha
- Nuevos aires
- Viva esta vida
- Margarita
- Rumba mía
- Shaibari
- Te amo y te amaré
- Guitarra mía
- Te amo cuando bailas
- Morena, morena
- To the gypsies
- Rumba disco
- Malaguena (1996)
- Those were the days
- The godfather
- Nosotros
- Piel canela
- Samba pa ti
- Never on a sunday
- Granada
- Malagueña
- Juegos prohibidos
- La cumparsita
- Corcovado
- Recuerdos de la Alhambra
- Zorba
- C'est La Vie (1997)
- C'est la vie
- Que c'est triste Venise
- Rumba poupurri
- David & Sebastian
- A Manolo Sanlúcar
- La galleguita
- Torna Sorrento
- Tell me why
- 25 years
- Historia de un amor
- Para Astor Piazzolla
- Go 'Seb' go
- Palermo
- Ocean waves
- Never ending waves

- Personality (1998)
- Lisa luna
- Stairway to heaven
- The wall (from the wall)
- Sambada
- Baila bailaora
- Remember
- To the gypsies
- Sebastian
- Que nadie sepa mi sufrir
- Flamencada
- Guitar on fire (1999)
- To the gypsies
- Margarita
- Nuevos aires
- Guitar on fire
- David & Sebastian
- Baila bailaora
- Eyes of Elvira
- Liza luna
- Historia de un amor
- To Paco de Lucia
- Te amo cuando bailas
- Morena morena
- Rumba disco
- Fox Trio (2001)
- La ventana
- Buram bumbeira
- Otschi Tschornyje
- Desesperado
- Cavanita
- Quiero ser tu sombra
- To the gypsies
- Windmills of your mind
- Camino
- Buon giorno principessa
- La Cumparsita
- Mexican soul
- Galleguita
- Milonga poupurri
- Happy Arturo
- David's song
- Sofia
- Romance
- Nuevos aires
- Influences (2006)
- Gypsy days, latin nights (Alex Fox)
- Bolero (Alex Fox)
- Gypsy wedding (obra de su hijo David Fox)
- Fantasy of bodrum (Alex Fox)
- Il primo amore non si scorda mai (Gigi D'Alessio)
- Pobre diabla (Don Omar)
- Russian nights (Alex Fox)
- Buram bumbeira (Alex Fox)
- Mon amour (Gigi D'Alessio)
- La catedral (Agustín Barrios), interpretado por su hijo Sebastián